# 무하마디야
무하마디야(아랍어: محمدية, "무함마드의 추종자"라는 뜻) 또는 무하마디야 협회(인도네시아어: Persyarikatan Muhammadiyah)는 인도네시아의 이슬람교 비정부 기구이다. 이 단체는 1912년에 아맛 달란에 의해 욕야카르타에서 개혁적인 사회 종교 운동으로 설립되었다. 이슬람교에서 울라마에 의해 제시된 전통적인 해석을 따르는 타클리드와 대조적으로 쿠란과 순나에 대한 개별적인 해석인 이즈티하드를 옹호한다.
무하마디야는 설립 이래로 종교와 세속 교육을 혼합한 개혁주의적 강령을 채택했는데 주로 현대적인 공동체를 향한 무슬림의 상향 이동을 촉진하고 이슬람교에 따른 인도네시아의 지역 혼합 관행을 정화하기 위한 방법이다. 인도네시아에서는 지역 문화를 지속적으로 지원하고 종교적 관용을 장려하고 있으며 일부 고등 교육 기관은 대부분 비이슬람 지역, 특히 동누사틍가라주와 파푸아주에 있다. 이 단체는 또한 자선 병원의 대형 체인을 운영하고 있으며 1990년대 말 기준으로 128개의 대학을 운영하고 있다.
2008년 기준으로 무하마디야는 2,900만 명의 회원을 보유한 인도네시아에서 2번째로 큰 이슬람 단체로 간주되었다. 비록 무하마디야의 지도자들과 구성원들이 종종 인도네시아의 정치를 형성하는 데 적극적으로 참여하지만 무하마디야는 정당이 아니다. 이 단체는 사회적이고 교육적인 활동에 전념해 왔다.

## 역사
1912년 11월 18일에 아맛 달란이 욕야카르타에 무하마디야를 세웠다. 사우디아라비아 메카 출신인 달란은 자바섬에 위치한 욕야카르타 궁정에서 고위층 인사로 근무했다. 이 운동이 성립된 배경에는 여러 가지 동기가 있었다. 중요한 것들 중에는 이슬람 사회의 후진성과 기독교의 침투가 있다. 이집트의 개혁가인 무함마드 압두의 영향을 많이 받은 아맛 달란은 이슬람교를 개혁하는 데에 근대화와 혼합적 관행으로부터의 종교 정화가 매우 중요하다고 생각했다. 그러므로 무하마디야는 처음부터 타우히드(일신교적 개념)를 유지하고 사회에서 일신교를 정제하는 것에 매우 관심이 있었다.
1913년부터 1918년까지 무하마디야는 5개의 이슬람 학교를 설립했다. 1919년에는 이슬람계 고등학교인 후게 무하마디야 학교가 설립되었다. 무하마디야는 학교를 설립하고 교사를 제공하는 과정에서 20세기 전반 인도네시아의 중요한 민족주의 운동가인 부디 우토모로부터 상당한 도움을 받았다. 무하마디야는 일반적으로 정치를 피했다. 전통주의 정당인 나들라툴 울라마와는 달리 정당을 구성한 적이 없다. 무하마디야는 설립 이후부터 교육 및 사회 활동에 전념해 왔다.
달란이 사망한 지 2년이 지난 1925년에 무하마디야는 4,000명의 회원만 있었지만 수라바야와 욕야카르타에 55개의 학교와 2개의 진료소를 지었다. 이슬람 개혁가인 압둘 카림 암룰라가 이 조직을 역동적인 무슬림 공동체인 미낭카바우인들에게 소개하면서 무하마디야는 빠르게 발전했다. 1938년에는 모스크 834개, 도서관 31개, 학교 1,774개, 울라마 7,630개가 회원으로 가입했다. 미낭카바우인 상인들은 조직을 인도네시아 전체로 확산시켰다.
1965년부터 1966년 사이에 인도네시아에서 일어난 정치적 혼란과 폭력 기간 동안에 무하마디야는 인도네시아 공산당의 말살 시도가 다른 이슬람 단체들에 의해 지지된 견해인 성전을 구성한다고 선언했다. 1998년에 수하르토 대통령의 실각을 둘러싼 사건들이 일어나는 동안에 일부 지역의 무하마디야 공동체에서는 지도부에게 정당을 만들 것을 촉구했다. 이에 따라 무하마디야의 의장인 아미엔 라이즈를 포함한 지도부는 국민수권당을 설립했다. 이 정당은 무하마디야 당원들로부터 큰 지지를 얻었지만 무하마디야와는 공식적인 관계가 없다. 무하마디야의 지도자는 그의 조직원들이 무하마디야와 가치를 공유한다면 그들이 선택한 정당에 자유롭게 동조할 수 있다고 말했다.
무하마디야는 인도네시아에서 나들라툴 울라마에 이어 2번째로 큰 이슬람 단체이다.

## 교리
무하마디야의 중심 교리는 수니파 이슬람교이다. 그러나 무하마디야는 종교적 믿음과 관습의 해석의 정당한 근거가 되는 최고 이슬람법으로서 쿠란과 하디스의 권위를 강조한다. 이는 울라마에 의해 샤리아 법이 종교 학교에 투자되는 전통적인 관행과 대조된다. 무하마디야 운동의 주요 초점은 사람들의 도덕적 책임감을 높이고 그들의 믿음을 진정한 이슬람으로 정화하는 것이다. 신학적으로 무함마드는 살라프파의 교리를 고수하며 쿠란과 순나로 직접 돌아갈 것을 요구하고 4명의 수니파 마드하브(법학파)의 별칭을 포함한 살라프의 이맘(초기 세대)에 대한 이해를 요구한다. 무하마디야는 그들이 미신적이고 이단적이며 시르크(이슬람에서 우상 숭배 또는 다신교에 대하여 내리는 죄를 가리킴)의 형태라고 생각하는 다양한 지역 관습으로부터 믿음의 정화를 옹호한다. 무함마드의 학문적 유산은 라시드 리다, 무함마드 이븐 압둘 알와하브, 이븐 타이미야, 이븐 카임 알자우지야의 가르침으로 직접 거슬러 올라간다.
무하마디야는 이슬람교가 애니미즘(정신 숭배)과 이슬람 이전부터 공동체 사이에 퍼졌던 힌두교-불교적 요소들과 결합한 혼합주의을 강하게 반대한다. 무하마디야는 수피파 지도자(샤이크)가 무슬림에 대한 공식적인 권위가 되도록 허용하는 수피파의 전통에 반대한다. 무하마디야는 2006년에 인도네시아 울레마 평의회 의장인 딘 샴수딘의 지도하에 "보다 보수적인 이슬람 브랜드"로 급격히 방향을 틀었다고 한다. 그러나 무하마디야의 일부 파벌들은 "강직하고 보수적"으로 묘사된 라시드 리다의 살라피 교리보다는 무함마드 압두의 현대주의 운동을 지지하는 경향이 있다.
무하마디야는 성소수자(LGBT 사람들)에 보다 포용적인 시각을 가지고 있다. 무하마디야는 LGBT의 표현이 비도덕적이라고 생각한다. 그들은 또한 학교에서 전환 치료를 지원한다.

## 활동
무하마디야는 이슬람 개혁주의 단체로 유명했다. 주요 활동은 종교적 실천과 교육이다. 이 학교는 전통적인 빈민가와는 다른 현대적인 이슬람 학교를 세웠다. 일부 학교들은 비무슬림들에게도 개방되어 있다. 2006년에는 무하마디야가 소유한 약 5,754개의 학교가 있었다.
무하마디야는 또한 의료에 관련된 자선 단체의 역할을 했다. 2016년에는 인도네시아 전역에 수백 개의 비영리 병원과 병원을 소유했다. 2006년에는 인도네시아에서 조류독감의 위험성을 알리는 캠페인에 적극적이었다.

## 조직

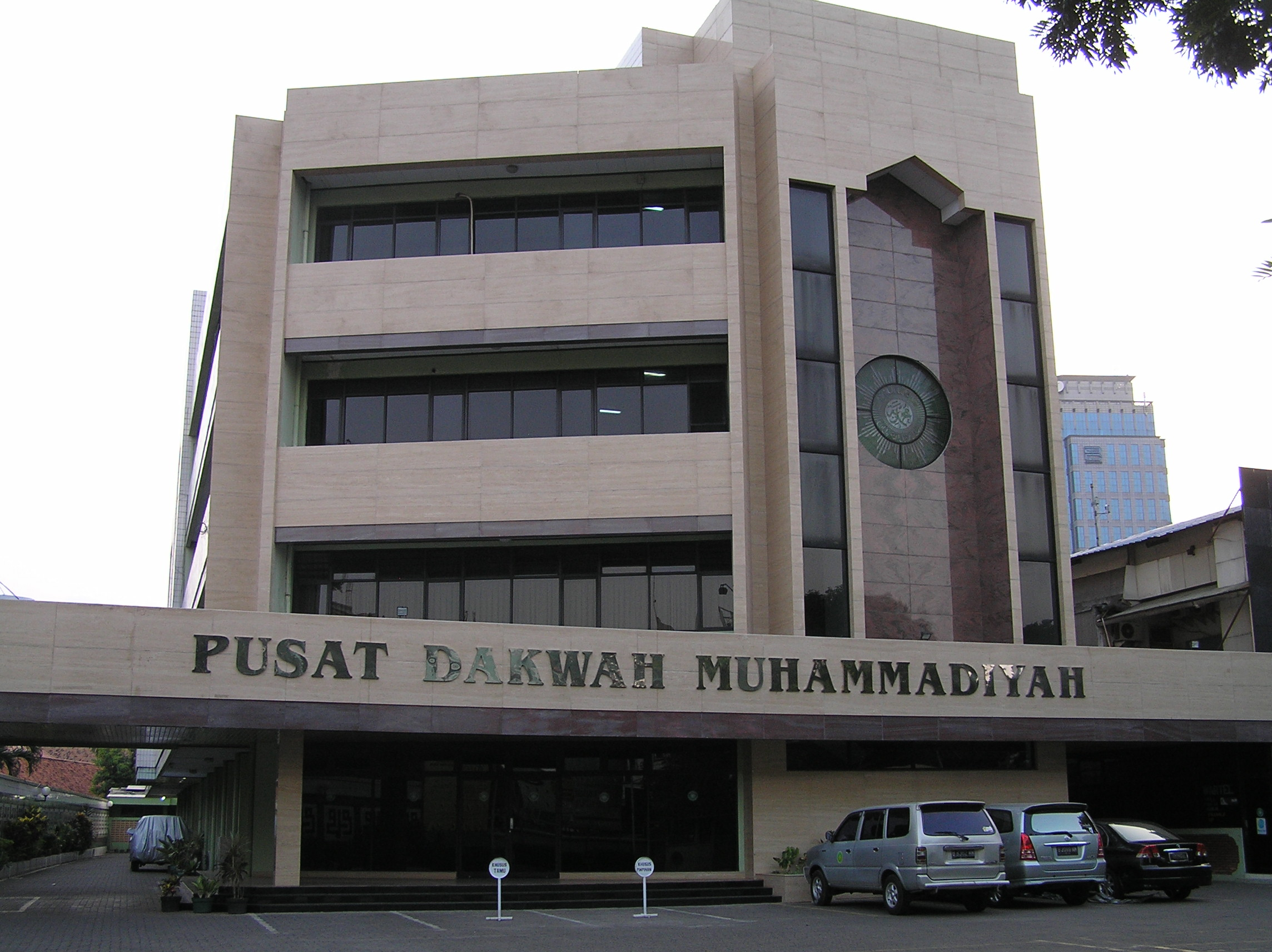
자카르타에 위치한 무하마디야 본부

무하마디야의 국가 본부는 원래 욕야카르타에 있었다. 그러나 1970년까지 교육, 경제, 보건 및 사회 복지를 다루는 위원회는 인도네시아의 수도인 자카르타로 이전되었다. 무하마디야는 다음과 같은 자치 기구의 지원을 받고 있다.
- 아이시야 (Aisyiyah, 여성)
- 프무다 무하마디야 (Pemuda Muhammadiyah, 청소년)
- 나샤툴 아이시야 Nasyiatul Aisyiyah, 청소년 여성)
- 이카탈 플라자르 무하마디야 (Ikatan Pelajar Muhammadiyah, 학생 단체)
- 이카탄 마하시스와 무하마디야 (Ikatan Mahasiswa Muhammadiyah, 대학생)
- 타팍 수치 푸트라 무하마디야 (Tapak Suci Putra Muhammadiyah, 펜착 실락)
- 히즈불 와탄 (Hizbul Wathan, 스카우트)

중앙위원회는 5명의 자문위원, 여러 명의 대표가 있는 위원장, 부회장, 일부 대표가 있는 사무총장, 일부 대표가 있는 회계담당자로 구성된다.

## 같이 보기
- 펜착실랏

### 참고 문헌
- Pacific Affairs, Vol. 27, No. 3 (Sep., 1954), pp. 255-263 Modern Islam in Indonesia: The Muhammadiyah After Independence
- Ali Shodiqin, Mochammad. 2014. "Muhammadiyah itu NU!: Dokumen Fiqh yang Terlupakan". Jakarta: NouraBooks.
- Burhani, Ahmad Najib. 2005. "Revealing the Neglected Missions: Some Comments on the Javanese Elements of Muhammadiyah Reformism." Studia Islamika, 12 (1): 101–129.
- Burhani, Ahmad Najib. 2010. Muhammadiyah Jawa. Jakarta: Al-Wasat.
- Peacock, J.L. (1978년). 《Purifying the Faith: The Muhammadijah Movement in Indonesian Islam》. Cummings Press.
- “Muhammadiyah”. 《Div. of Religion and Philosophy, St. Martin College, UK》. 2008년 9월 14일에 원본 문서에서 보존된 문서. 2006년 8월 28일에 확인함.
- Ricklefs, M.C. 1991. A History of Modern Indonesia since c.1300. 2nd Edition, Stanford: Stanford University Press. ISBN 0-333-57690-X